# Pacajá
Pacajá là một đô thị thuộc bang Pará, Brasil. Đô thị này có diện tích 11832,183 km², dân số năm 2007 là 38203 người, mật độ 3,23 người/km².